# Mus nitidulus
Mus nitidulus — вид гризунів, ендемік центральної М'янми. Відділено від M. cervicolor. Насправді вони більш близькі до M. booduga, ніж M. cervicolor. На основі генетичних даних, походження M. nitidulus, за оцінками, відбулося 1.3 мільйона років тому. Нижня сторона тіла світло-сіра, а боки щік і ніс білі. У тварини великі волохаті вуха. Лапи білі, але іноді з чорним волоссям. Має досить волохату шерсть, якій важко надати чітке забарвлення (темніше зверху, світліше знизу). Довжина голови й тулуба становить від 73 до 93 мм, довжина хвоста від 55 до 69 мм, довжина вуха від 12 до 13 мм, вага від 16.2 до 18 грамів.